# خانه‌های مقدس
«خانه‌های مقدس» (به انگلیسی: Houses of the Holy) آلبومی از لد زپلین است که در سال ۱۹۷۳ میلادی منتشر شد.